# ستيف فليتوود
ستيف فليتوود (بالإنجليزية: Steve Fleetwood)‏ هو لاعب كرة قدم ومدرب كرة قدم بريطاني في مركز الوسط، ولد في 27 فبراير 1962 في شفيلد في المملكة المتحدة. لعب مع نادي روذرهام يونايتد.